# バーガーシティ
バーガーシティは、かつて日本にあった中堅ハンバーガーチェーン店である。本社は大阪府豊中市に所在していた。

## 概要
同チェーンは主として近畿地方を中心に鉄道駅駅前や、テナントビル内などにおいて展開し、小面積の店舗を多数抱えて1980年代前半～半ばにかけて急成長した。
- 元々はフランチャイジーに対し、大手チェーン店では当時難しかった小スペースでも開業できることを謳っていたこともあり、店内が非常に狭いという店舗が多かった。
- 接客カウンター部が5坪あるかないかというような店もあったなど、多くの店舗が実質テイクアウト専門に近い形態で営業していた。

マクドナルドやロッテリア、モスバーガーなど大手チェーン店がハンバーガーを1個200円で販売していた時代に、同1個100円という超格安で販売したことで更なる注目を集め、全盛期には「百円満点、バーガーシティ」というキャッチフレーズを入れたテレビCMも積極的に放映していた。
しかし、1990年代に入り、大手ハンバーガーチェーン店（特にマクドナルド）がミニ店舗（主にスーパー店内）やロードサイド店舗を積極的に出店するようになったことや、コンビニエンスストアとの競合激化、さらには円高・デフレによる大手の値下げ攻勢などで、逆にバーガーシティのハンバーガーが割高となるなど、価格・サービス面で大手に対抗できなくなり経営が悪化、1998年（平成10年）、倒産に至った。補償金の返金もなく、加盟店からは「夜逃げだ」と非難の声も相次いだという。
その後も個人経営の形で大阪府堺市の白鷺駅前（白鷺駅前店）と兵庫県豊岡市の江原駅前（サンロード店）の2店舗が営業していたが、2018年末頃をもって白鷺駅前店は店主の高齢化と後継者不在により閉店し、現在はサンロード店のみが残っている。

## 店舗
兵庫県
- サンロード店（豊岡市日高町）
2025年（令和7年）現在、個人経営で営業を続けている唯一の店舗。「但馬1号店」として1987年（昭和62年）に開店（但馬地域には10店舗展開されていた）した。1998年（平成10年）の本部倒産後、全国の加盟店のオーナーは閉店を余儀なくされる中、店主は本部に独自運営について問い合わせ、了解を得たという。2018年末の白鷺駅前店の閉店により、この店舗を残すのみとなった。白鷺駅前店のオーナーとは連絡を取り合うこともあったという[1][2]。